# جان أنتلم بريا-سافاران
جان أنتلم بريا-سافاران (بالفرنسية: Jean Anthelme Brillat-Savarin) (2 أبريل 1755 – 2 فبراير 1826) كان محاميًا وسياسيًا فرنسيًا، الذي بتأليفه «فيزيولوجيا الذوق»، اشتهر بكتاباته حول فن الطهي وتأملاته حول حرفة وعلم الطبخ وفن الأكل.
نجح في الوصول إلى شهرة متواضعة في السنوات الأخيرة من نظام فرنسا القديم، اضطر بريا-سافاران للهروب إلى المنفى مع بداية عهد الإرهاب في 1793. أمضى ما يقارب ثلاث سنوات في الولايات المتحدة، يدرس الفرنسية ويلعب على الكمان ليعيل نفسه، قبل عودته إلى فرنسا عندما أصبح من الآمن القيام بذلك، استأنف مسيرته كمحام، وصعد إلى قمة القضاء الفرنسي.
كان «فيزيولوجيا الذوق» نتاج سنوات عديدة من الكتابة في أوقات فراغ المؤلف. نُشر المؤلف قبل أسابيع من وفاته في عام 1826، وارتقى بمكانته إلى جانب جريمود دي لا رينيير كأحد أعلام مجال تذوق الطعام.

## نشأته ومسيرته
ولد جان أنتلم بريا-سافاران في 2 أبريل 1755 في مدينة بيلي الصغيرة ذات الكاتدرائية، آين، على بعد 80 كيلومترًا (50 ميلًا) شرق ليون ومسافة مماثلة جنوب بورغ-أون-بريس. كانت بيلي المدينة الرئيسية لمنطقة بوجي، التي ضمت إلى فرنسا بموجب معاهدة ليون في عام 1601.
انحدر بريا-سافاران من كلا الجانبين من عائلات المحامين؛ كان والده، مارك-أنتلم بريا-سافاران، محاميًا بارزًا في المدينة ووالدته، كلودين-أورور ريكامييه، كانت ابنة كاتب العدل الملكي في بيلي. كان جان أنتلم هو الأكبر بين ثمانية أطفال للزوجين؛ من إخوته الاثنين، اتبع زافييه المهنة القانونية وأصبح فريدريك ضابطًا في الجيش.

في البيت والمنطقة التي نشأ فيها بريا-سافاران، كان الطعام الجيد يُؤخذ على محمل الجد؛ كتب قريبه وزميله المحامي لوسيان تيندريت:
لا تقدم أي منطقة تنوعًا أكبر في المؤن للطاولة. لحم البقر لدينا من الجودة الأولى، ولحم الأغنام التي تربى في جبالنا يمتلك نكهة شهية كلحم الضأن الذي يرعى في السبخات المالحة، ولحم فخذ الخنزير المطهو في بيوتنا يحظى بتقديرٍ كالأشهر في العالم، والنقانق التقليدية من بيلي جيدة بقدر مورتاديلا بولونيا. في أسواقنا ستجد الديك المقطوشة الممتلئة والدجاج والبط. السلطعون والتروتة والشوكران يكثر وجودها في أنهارنا... هناك وفرة من الكمأة والغوشنة والفطر في غاباتنا.
تعلم بريا-سافاران من أصدقاء ومعارف والديه العديد من الأمور غير العادية عن الطعام، بما في ذلك طريقة طبخ للسبانخ تستغرق ثلاثة أيام، وكيفية تناول الطرائد الصغيرة من الطيور مثل الأورتولان، وكيفية إعداد شراب الشوكولاتة. حصل على تعليمه الرسمي بطرق تقليدية: دخل كلية دي بيلي في عام 1764 أو 1765. رغم تأسيس الكلّية كمؤسسة دينية وبالعديد من طاقمها بين رسامة الكهنوت، كانت الكلية علمانية في توجهها؛ لم يكن اللاهوت ضمن المنهج واحتوت المكتبة على أعمال حول الزراعة والعلم فضلًا عن كتب لا روشفوكو، ومونتسكيو، ورابليه، فولتير وروسو. كطالب مدرسة، أخذ بريا-سافاران يعزف على الكمان؛ أحب العزف عليه، وعلى الرغم من أنه كان متجهًا نحو القانون، كان يتوق لفترة إلى مسيرة مهنية كعازف كمان.
في ربيع عام 1774، التحق بريا-سافاران بجامعة ديجون. كانت دراسته الرئيسية هي القانون، لكنه أجرى بعض الدراسات الإضافية في الطب وحضر محاضرات في الكيمياء للويس-بيرنارد غيتون دي مورفو، الذي أصبح صديقًا ومستشارًا مفيدًا.

### النظام القديم والثورة
بعد تخرجه في عام 1778، عاد بريا-سافاران إلى بيلي ومارس القانون، حيث ظهر لأول مرة أمام المحكمة في سبتمبر. أحرز تقدمًا جيدًا في مهنته، وفي عام 1781 عين قاضيًا في المحكمة المدنية المحلية. مع تزايد شهرته محليًا، انخرط في البحث عن إجراءات لتخفيف الحرمانات التي يعاني منها الفقراء بسبب سنوات من الأزمة المالية والحصاد الضعيف. في عام 1787، زار الإقامة الملكية، قصر فرساي، للمرة الأولى؛ قد يكون الغرض من زيارته هو طلب المساعدة لفقراء منطقته، لكنه لم يكتب تفاصيلًا عن مهمته.
اندلعت أعمال شغب في غرونوبل في يونيو 1788 احتجاجًا على إلغاء الحريات المحلية التقليدية والمفترض ضمانها، وأصبح واضحًا أن الحكومة الفعّالة قد انهارت إلى درجة أن لويس السادس عشر اضطر إلى استدعاء اجتماع للمجالس العامة، الذي كان أقرب وصف للبرلمان الوطني في النظام الفرنسي القديم؛ لم يجتمع منذ عام 1614، وبكلمات المؤرخة كارين ديان هايوود «عادة ما يجتمع فقط في الحالات الخطيرة عندما لا يكون للملك ووزرائه خيار آخر».
عندما استدعى الملك المجالس العامة في عام 1789، انتخب انتخاب بريا-سافاران لتمثيل الطبقة الثالثة من بيلي. في سكيتش سيرة ذاتية، تذكر آن درايتون «لم يكن هناك شيء ثوري في بنيته»، وعندما أُعيد تشكيل المجالس العامة كالجمعية الوطنية التأسيسية، ألقى خطابات تعارض تقسيم فرنسا إلى ثلاث وثمانين دائرة إدارية، وإدخال المحاكمة بواسطة هيئة محلفين وإلغاء عقوبة الإعدام.
في نهاية فترة ولايته في سبتمبر 1791، عاد بريا-سافاران إلى منزله كرئيس للمحكمة المدنية للدائرة الجديدة آين، لكن مع تزايد التطرف السياسي في باريس، بما في ذلك إلغاء النظام الملكي، أصبح شخصًا غير مرغوب فيه مع النظام الجديد، وفصل من منصبه بسبب تعاطفه الملكي. انت شعبيته بين مواطنيه كبيرة لدرجة أنه في ديسمبر 1792 انتخب رئيسًا لبلدية بيلي. لمدة عام تقريبًا، سعى جاهدًا لحماية مدينته من تجاوزات الثورة، لكن عندما بدأت فترة الإرهاب في سبتمبر 1793، شعر بتزايد خطر الاعتقال والإعدام. في 10 أو 11 ديسمبر، فر من فرنسا إلى سويسرا، حيث استقر في لوزان. لاحقًا، أقام مع أقارب في مودون، الذين تعلم منهم وصفته المشهورة والتي أثارت جدلًا لاحقًا للفوندو. انضم إليه زميل في المنفى، جان-أنطوان دي روستانغ، الذي كان والده، الماركيز جوست-أنطوان دي روستانغ، قد قاتل مع القوات الفرنسية في حرب الاستقلال الأمريكية. اقترح روستانغ الإبحار إلى الولايات المتحدة؛ وافق بريا-سافاران. توجهوا إلى روتردام، حيث أبحروا في رحلة استغرقت ثمانين يومًا إلى مانهاتن، ونزلوا من السفينة في 30 سبتمبر 1794.

## النفي الأمريكي
بقي بريا-سافاران في الولايات المتحدة لما يقارب العامين، يعيل نفسه بإعطاء دروس الفرنسية والكمان. يشير كاتب سيرته الذاتية جايلز ماكدونوغ إلى أنه «منح نفسه لقب بروفيسور، الذي كان يشير إليه بمزاح حتى نهاية أيامه». عزف الكمان الأول في الأوركسترا المحترفة الوحيدة في أمريكا، في مسرح جون ستريت، نيويورك. لاحقًا، كان لديه ذكريات عزيزة عن فترته في أمريكا:
«السعادة التي رافقتني هناك كانت تعود بشكل رئيسي إلى حقيقة أنني من يوم وصولي بين الأمريكيين، تكلمت لغتهم، ارتديت مثلهم، احترت في عدم كوني أذكى منهم، وأثنيت على جميع طرقهم؛ وبذلك رددت الضيافة التي أظهروها لي بنوع من التواضع الذي أعتبره ضروريًا وأوصي به لكل من قد يجد نفسه في موقف مماثل».
أثناء إقامته مع صديق في هارتفورد، كونيتيكت، أطلق النار على ديك رومي بري وأعاده إلى المطبخ: كتب عن الطائر المشوي أنه كان «جذابًا للنظر، ممتعًا للشم، ولذيذًا للتذوق». واحدة من ذكرياته المفضلة عن إقامته في أمريكا كانت أمسية في حانة ليتل في نيويورك عندما تغلب هو واثنين آخرين من المهاجرين الفرنسيين على اثنين من الإنجليز في مبارزة شرب تنافسية، حيث استهلكوا جميعًا كميات كبيرة من الكلاريت والبورت والماديرا والبانش.